# اس‌اس مونارچ
اس‌اس مونارچ (به انگلیسی: SS Monarch) یک کشتی است که طول آن 259 feet می‌باشد. این کشتی در سال ۱۸۹۰ ساخته شد.